# 植田康成
植田 康成（うえだ やすなり、1948年5月25日 - ）は、日本の言語学者・ドイツ語教育学者。

## 来歴
出身は鹿児島県大島郡徳之島。神戸大学文学部哲学科（西洋哲学専攻）卒業後、広島大学大学院文学研究科修士課程ドイツ語学・ドイツ文学専攻修了。千葉大学人文学部助手・講師、九州大学教養部助教授を経て、広島大学文学部助教授（ドイツ語学）、教授（ドイツ語学）。組織替えにより、1997年より広島大学文学部教授（言語学）。さらに2001年の組織替えより広島大学大学院文学研究科教授（言語文化学）。2012年度をもって退職。カール・ビューラー研究の第一人者として知られ、過去数回にわたってオーストリア共和国グラーツ大学におけるカール・ビューラーの遺稿整理プロジェクトに参加。近年では、ドイツ語・日本語・イタリア語・英語などさまざまな言語における語彙の語源を調査・比較し、その認知的・文化的基盤の差異を明らかにする対照語源学という研究領域の開拓を試みている。

## 専門分野
- カール・ビューラー研究
- ドイツ社会言語学
- 日独イディオム比較対照研究
- 対照語源学
- 共生言語学
- ドイツ語教育

日本独文学会、ドイツ応用言語学会（GAL）、西日本言語学会に所属。

## 著書
- 『ドイツ語イディオム学習・教授法に関する総合的研究－日独イディオム比較・対照研究の視点から－』（現代図書・2003）
- 『レトリックと文体－東西の修辞法をたずねて』（共著；丸善株式会社・1983）
- Textsorte Witz und Karikatur als Material zum Sprachlernen（Lit Verlag,2013）